# Tetiana Stekolszczykowa
Tetiana Stekolszczykowa (ukr. Тетяна Стекольщикова; ros. Татьяна Стекольщикова; ur. 5 listopada 1976 w Kijowie) – ukraińska wioślarka.

## Osiągnięcia
- Mistrzostwa Świata – Lucerna 2001 – czwórka bez sternika – 10. miejsce[1].
- Mistrzostwa Świata – Mediolan 2003 – ósemka – 8. miejsce[1].
- Mistrzostwa Świata – Eton 2006 – ósemka – 12. miejsce[1].
- Mistrzostwa Europy – Ateny 2008 – ósemka – 6. miejsce[1].
- Mistrzostwa Świata – Poznań 2009 – dwójka bez sternika – 13. miejsce[1].
- Mistrzostwa Europy – Brześć 2009 – dwójka bez sternika – 4. miejsce[1].